# Rollknorpel

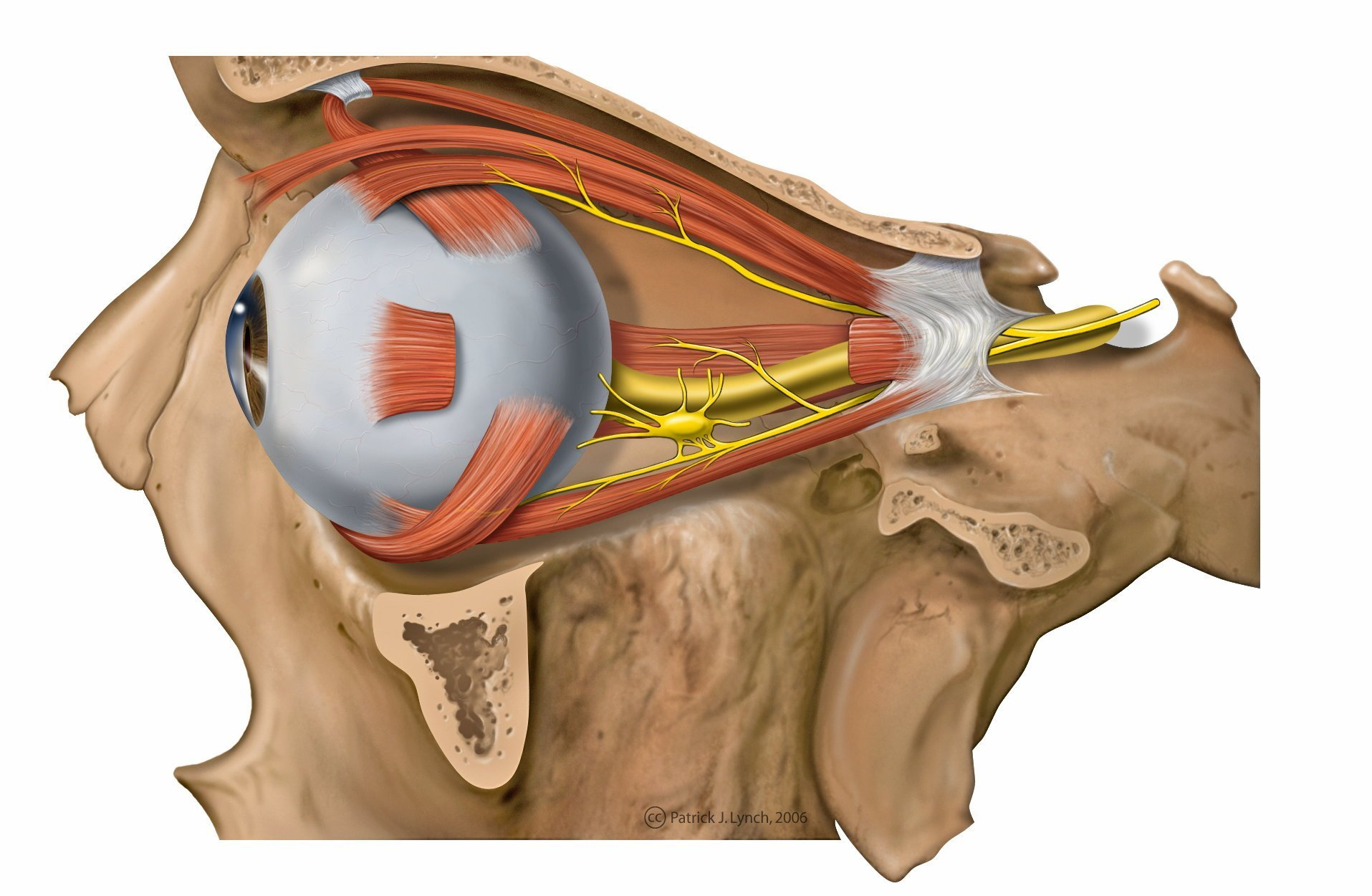
Zeichnerische Darstellung des linken Augapfels und der äußeren Augenmuskeln; die Trochlea ist oben links zu erkennen

Der Rollknorpel oder die Trochlea musculi obliqui superioris (trochlea, lat.: „Winde“, „Flaschenzug“) ist ein etwa 3 mm starker Knorpelring am vorderen, inneren (medialen) oberen Rand der Augenhöhle (Orbita), der durch festes Bindegewebe mit dem Stirnbein verankert ist. Er hat die Funktion, den Verlauf des oberen schrägen Augenmuskels (Musculus obliquus superior) nach außen (lateral) hinten umzulenken und ihm so eine andere Zugrichtung zu verleihen. Damit die Sehne des Muskels geschmeidig durch den Knorpelring laufen kann, ist er mit einer glatten Synovialmembran ausgekleidet. Vom Außenrand der Trochlea zieht ein straffes Bindegewebe als Sehnenhülle nach lateral und verbindet sich mit dem oberen Halteband und dem Ringband.

## Funktionsstörungen
Es sind zwei hauptsächliche Störungen der Trochlea bekannt, die die Bewegungsfähigkeit der Muskelsehne durch den Knorpelring betreffen: das Obliquus-superior-Klick-Syndrom und das Obliquus-superior-Sehnenscheiden-Syndrom (Brown-Syndrom). Bei beiden Krankheitsbildern besteht eine spindelförmige Verdickung der Sehne, die dazu führt, dass sie nur mit sehr starkem Kraftaufwand durch die Trochlea gezogen werden kann und eine passive Bewegungseinschränkung des Auges zur Folge hat. Im ersten Fall sind die daraus resultierenden Behinderungen intermittierend, beim Brown-Syndrom hingegen dauerhaft vorhanden.